# 于梅玲
于梅玲（1967年11月21日—）是中国的圍棋棋士。河南省出身、中国围棋協会所屬、四段。女子名人战優勝。

## 生平
洛陽出生。7歳進入少年体育学校、11歳加入河南省围棋隊。

### 棋歷
- 2001年蜻蛉文具杯女子快棋戰冠军
- 2002年女子名人戰冠军
- 2005年女子精鋭戰冠军
- 2001年山水黔城杯四强
- 1998年库尔勒杯亚军
- 2002年全国围棋個人赛女子组第四名
- 2003年第七届中国职业围棋混双赛冠军（与聶衛平搭档）

## 外部連結
- 围棋吧「于梅玲」[永久]
- TOM棋聖道場 2002/4/28「围棋報」（页面存档备份，存于）